# Amolops chunganensis
Amolops chapaensis es un género de anfibios anuros de la familia Ranidae.

## Distribución geográfica
Originaria de China, Vietnam y Birmania.